# 1297 en santé et médecine
| Années de la santé et de la médecine : 1294 - 1295 - 1296 - 1297 - 1298 - 1299 - 1300    |
| Décennies de la santé et de la médecine : 1260 - 1270 - 1280 - 1290 - 1300 - 1310 - 1320 |

Cet article présente les faits marquants de l'année 1297 en santé et médecine.

## Événements

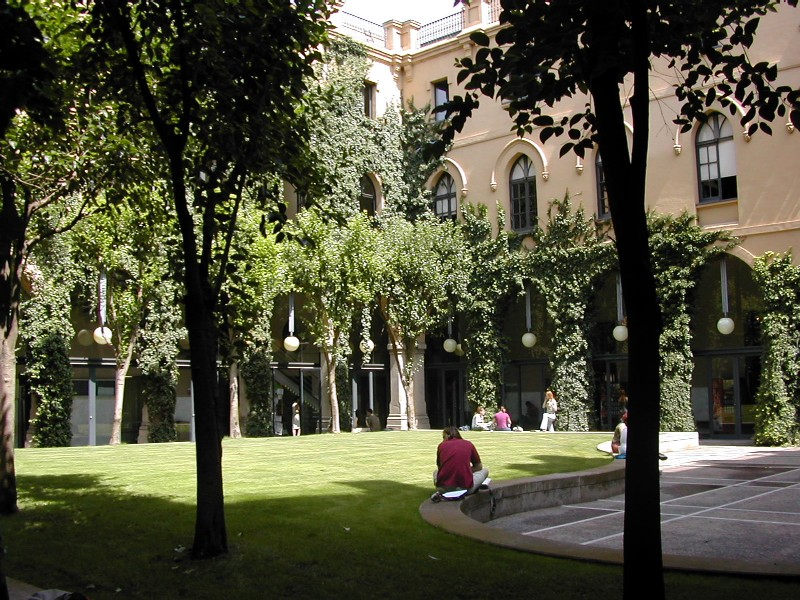
Université de Lérida
Siège du rectorat

- 6 mai : fondation de la maison-Dieu d'Ancenis par Geoffroy V, seigneur du lieu[1].
- Charles d'Anjou, roi de Naples, fait statuer que dans son comté de Provence, « on ne pourr[a] exercer la médecine et la chirurgie qu'après avoir donné des preuves de capacité et de probité reconnues[2] ».
- Fondation de l'hospice d'Ernée, dans le comté du Maine, « pour recevoir les indigents malades de la commune[3] ».
- « Un embryon d'enseignement médical » est attesté à Avignon[4].
- Le pape Boniface VIII érige en ordre religieux la « maison de l'aumône de Saint-Antoine », qui devient « ordre hospitalier des chanoines réguliers de Saint-Antoine-en-Viennois », dont les membres sont couramment appelés « Antonins[5] ».
- 1297-1300 : fondation par le pape Boniface VIII et le roi d'Aragon Jacques II, comte de Barcelone,  de l'université de Lérida[6], où la médecine est officiellement enseignée dès l'origine[7].

## Personnalités
- Fl. Baudet, barbier parisien[8].
- Fl. Garcie, médecin, qui figure dans une charte de donation de Jean de La Vau, seigneur de Nuaillé, à l'abbaye de la Grâce-Dieu, en Aunis[8].
- Fl. Hugues Fabri, médecin, témoin des dernières volontés de saint Louis d'Anjou, évêque de Toulouse[8].
- 1297-1298 : fl. Arnaud Tisseyre, notaire et « quelque peu » médecin à Lordat, mari de la fille de Pierre Autier, hérétique albigeois[8].
- 1297-1334 : fl. Raymond Balli, médecin à Genève[9].